# Вырзулица
Вырзулица (болг. Вързулица) — село в Болгарии. Находится в Великотырновской области, входит в общину Полски-Трымбеш. Население составляет 102 человека (2022).

## Политическая ситуация
В местном кметстве Вырзулица, в состав которого входит Вырзулица, должность кмета (старосты) исполняет Генчо Тодоров Йорданов (Болгарская социалистическая партия (БСП)) по результатам выборов.
Кмет (мэр) общины Полски-Трымбеш — Георги Александров Чакыров (независимый) по результатам выборов.